# Marliese Dicke
Marliese Dicke (* 16. Januar 1955 in Rübenach) ist eine deutsche Juristin, ehemalige Richterin und Gerichtspräsidentin. Sie übte drei Positionen als erste Frau aus: Präsidentin der Landgerichte Mainz und Koblenz und Präsidentin des Oberlandesgerichts Koblenz. Am 31. Juli 2020 ging sie in den Ruhestand.

## Karriere
Nach Jurastudium und den juristischen Staatsprüfungen trat Marliese Dicke 1980 ihre Laufbahn als Richterin an Amts- und Landgericht Mainz an. Von 1983 bis 1984 arbeitete sie im Ministerium der Justiz Rheinland-Pfalz. 1984 wurde sie Richterin am Landgericht Mainz und zur Richterin auf Lebenszeit ernannt. 1985 bekam sie einen Sohn und arbeitete drei Monate nach der Geburt als Richterin weiter. Ab 1993 wurden ihr verschiedene Aufgaben im Ministerium der Justiz Rheinland-Pfalz übertragen.

### Präsidentin des Landesprüfungsamtes für Juristen
1998 wurde Marliese Dicke zur Präsidentin des Landesprüfungsamtes für Juristen in Rheinland-Pfalz berufen. Seit 28. Mai 2002 war sie Mitglied der Prüfungskommission. Zu einer Examens- und Promotionsfeier des Fachbereichs Rechtswissenschaft der Universität Trier und des Vereins Juristen Alumni Trier hielt Marliese Dicke am 29. Juli 2005 einen Festvortrag mit dem Titel Habe nun ach!... vom Leiden großer Dichterjuristen. Dabei stellte sie das mehr oder weniger erfolgreiche Bemühen von Goethe, Uhland, Heine und E. T. A. Hoffmann um die Juristerei detailreich dar. Diese Rede ist Ausdruck ihres jahrelangen Bemühens, den Studierenden Mut zu machen, auch deprimierende Phasen des Jurastudiums durchzustehen.

### Landgerichtspräsidentin in Mainz und Koblenz
Der rheinland-pfälzische Justizminister Heinz Georg Bamberger (SPD) engagierte sich dafür, dass Marliese Dicke ab August 2009 die Präsidentschaft des Landgerichtes Mainz übernahm. Vorgänger im Amt war Willi Kestel. Im Juni 2012 wurde sie Präsidentin des Landgerichtes Koblenz. In beiden Ämtern war Dicke die erste Frau.

### Präsidentin des Oberlandesgerichts Koblenz
Am 1. März 2017 übernahm Marliese Dicke als erste Frau das Amt der Präsidentin des Oberlandesgerichts (OLG) Koblenz. Sie trat damit die Nachfolge von Hans-Josef Graefen an, der in den Ruhestand verabschiedet wurde. Das Oberlandesgericht Koblenz ist eines von zwei Oberlandesgerichten in Rheinland-Pfalz. 2011 wurde seine Existenz von Ministerpräsident Kurt Beck in Frage gestellt. Es sollte aus Kostengründen mit dem kleineren OLG Zweibrücken zusammengelegt werden. Aufgrund eines engagierten Bürgerprotestes nahm die Landesregierung davon Abstand. Das OLG Koblenz ist zuständig für die Landgerichtsbezirke Koblenz, Mainz, Trier und Bad Kreuznach und die jeweils zugehörigen Amtsgerichte mit etwa 2,6 Millionen gerichtseingesessenen Bürgern. Am Oberlandesgericht waren bei Amtsantritt von Dicke insgesamt 155 Mitarbeiterinnen und Mitarbeiter beschäftigt, darunter 59 Richterinnen und Richter.
Während der Amtszeit von Dicke gelang es im Oktober 2019 im OLG Koblenz die Digitalisierung entscheidend voranzutreiben und die E-Akte einzuführen. Das OLG Koblenz ist damit Vorreiter im Bundesgebiet.

### Richterin am Verfassungsgerichtshof Rheinland-Pfalz
Zeitgleich zu ihrer Wahl zur Präsidentin des OLG Koblenz wurde Marliese Dicke am 4. Mai 2017 vom Landtag zur Richterin des Verfassungsgerichtshofes Rheinland-Pfalz gewählt und trat auch damit die Nachfolge von Hans-Josef Graefen an. Der Verfassungsgerichtshof ist das oberste Gericht in Rheinland-Pfalz. Es besteht aus dem Präsidenten des Oberverwaltungsgerichts als Vorsitzendem, aus drei weiteren Berufsrichtern und aus fünf weiteren Mitgliedern, die nicht die Befähigung zum Richteramt haben müssen (ordentliche Mitglieder). Dazu kommen weitere stellvertretende Mitglieder. Alle staatlichen Stellen sind zur Beachtung der Landesverfassung verpflichtet. Im Streitfall entscheidet der Verfassungsgerichtshof letztverbindlich. Er hat seinen Sitz in Koblenz.

### Ruhestand und Nachfolge
Mit Ablauf des 31. Juli 2020 ging Dicke in den Ruhestand. Marliese Dicke wurde geschätzt wegen ihres „sehr kommunikativen, zugewandten und motivierenden Führungsstil[s]“. Zum Nachfolger für das Präsidentenamt am Oberlandesgericht Koblenz und das freigewordene Richteramt am Verfassungsgerichtshof Rheinland-Pfalz wurde Thomas Henrichs gewählt.

### Engagement
Marliese Dicke erkannte im Laufe ihres Berufslebens, dass es beim Einstieg in den Richterberuf noch eine Mehrheit an Frauen gibt. Je höher die Position, desto weniger Frauen seien dort anzutreffen, so ihre Feststellung in einem Interview im Jahr 2019. Während ihrer Präsidentschaft am OLG Koblenz setzte Dicke eine Arbeitsgruppe ein, die nach Wegen suchte, qualifizierte Richterinnen, die für Führungspositionen geeignet erschienen, zu fördern. Die Arbeitsgruppe fand heraus, dass es sehr subtile Faktoren seien, die Frauen von einer Führungsposition abhielten. Während Männer sich eine höhere Position meist ohne Zögern zutrauten, warteten Frauen eher darauf, angesprochen zu werden und bestätigt zu bekommen, dass sie eine Führungsposition ausfüllen könnten. Außerdem sei es wichtig, beim Anstreben einer Führungsposition, Verwaltungserfahrungen zu machen oder mehrmonatige sogenannte Erprobungen am Oberlandesgericht oder im Ministerium wahrzunehmen. Somit sei eine Bewerbungsstrategie nötig, um entscheidende Positionen zum richtigen Zeitpunkt zu besetzen. Also sprach Dicke immer wieder geeignete Kandidatinnen daraufhin an, wenn sie sich nicht von sich aus meldeten. Wichtig für Frauen seien auch Teilzeitangebote. Das Alter solle für den beruflichen Aufstieg keine Rolle spielen, da Frauen eventuell erst nach der Familienphase bereit seien, die Karriere in Angriff zu nehmen.
2015 hielt Dicke bei Zonta Koblenz einen Vortrag zum Thema Der Weg der Frauen zum Richterberuf.

### Privates
Dicke ist eine Schwester des Politikwissenschaftlers Klaus Dicke und des Musikers Peter Dicke.